# Студијска симфонија
Симфонија ф - мол, WAB 99, студијска или „број 00“, Антона Брукнера је прво инструментално дело композитора са неколико става. Брукнер је писао симфонију од 15. фебруара 1863. до 15. маја 1863. (три месеца) у Линцу.

## Опште карактеристике
Симфонија је скромних размера - четири става трају од 36 (Скровачевски) до 47 минута (Инбал).

## Анализа дела
Први став (Allegro molto vivace) је најбржи став у свим Брукнеровим симфонијама и веома ретко га свирају као самосвојно Allegro molto vivace. У првом и последњем (Finale: Allegro) ставу видљив је утицај Роберта Шумана и Феликса Менделсона Бартолдија, а у другом (Andante molto) - 41. симфоније Моцарта. Трећи став (Scherzo: Schnell) наговести типични каснији скерцо-стил Брукнера.

## Извођачи
Први пут симфонија је извођена 18 марта 1924 Францом Мојслом у Клостернојбургу.
- Шкотски кралски симфонијски оркестар, диригент: Георг Тинтнер
- Радиосимфонијски оркестар Сарбрикена, диригент: Станислав Скровачевски
- Симфонијски Оркестар Радио Франкфурта, диригент: Елиаху Инбал